# Phobaeticus lobulatus
Phobaeticus lobulatus är en insektsart som först beskrevs av Carl 1913.  Phobaeticus lobulatus ingår i släktet Phobaeticus och familjen Phasmatidae. Inga underarter finns listade i Catalogue of Life.